# Silene laeta
Silene laeta là loài thực vật có hoa thuộc họ Cẩm chướng. Loài này được (Aiton) Godr. miêu tả khoa học đầu tiên năm 1847.